# Le Chemin de la nuit (nouvelle)
Le Chemin de la nuit (titre original : Road to Nightfall) est une nouvelle dramatique de science-fiction de Robert Silverberg.

## Publications
Entre 1958 et 2012, si l'on ne prend en compte que les États-Unis, le Royaume-Uni et la France, la nouvelle a été publiée à 23 reprises dans des recueils de nouvelles de Silverberg, ou dans des anthologies regroupant des nouvelles de divers auteurs.

### Publications aux États-Unis
Il s'agit de la toute première nouvelle rédigée par le jeune Robert Silverberg, alors âgé de dix-huit ans, qui sera ultérieurement publiée.
La nouvelle est écrite entre la fin de l'année 1953 et le début de l'année 1954, mais elle ne sera publiée qu'en juillet 1958, sous le titre Road to Nightfall, dans Fantastic Universe, au moment où l'auteur connaîtra une notoriété évidente.

### Publications en France
La nouvelle est parue en langue française en 1983 dans l'anthologie Histoires de survivants  (ISBN 2-253-02579-8), avec une traduction de Philippe Hupp.
Elle a été ensuite publiée en janvier 1996 dans le recueil Chute dans le réel, aux éditions Omnibus  (ISBN 2-258-04059-0).
En 2002, elle est l'une des 124 « meilleures nouvelles » de Silverberg sélectionnées pour l'ensemble de recueils Nouvelles au fil du temps. Le titre de cette nouvelle est donné au recueil Le Chemin de la nuit, qui paraît en grand format aux éditions Flammarion  (ISBN 978-2-08-068235-2), avec une traduction de Jacques Chambon. 
Une nouvelle édition en format poche intervient en 2004 avec la même traduction aux éditions J'ai lu no 7499  (ISBN 2-290-34393-5).

### Publications dans d'autres pays
- Pays-Bas, 1971 : Op Weg naar het Einde
- Allemagne, 1976 : Nacht über der Menschheit

## Résumé
Dans des États-Unis victimes d'une guerre atomique, il n'y a plus rien à manger pour les new yorkais. 
Les gens se débrouillent comme ils peuvent. Le dénommé Malory a trouvé la solution : lui et ses copains tuent des passants avant de les manger. Les surplus de nourriture sont revendus fort cher à des voisins aux abois. 
Paul Katterson fait comme il peut pour survivre, et refuse d'entrer dans la « combine » de Malory. 
Mais en définitive, la pression de la faim se faisant de plus en plus aigüe, il se résout à aller sonner chez Malory…

## Inspiration
Dans le recueil Le Chemin de la nuit, chaque nouvelle est précédée d'une courte préface dans laquelle Robert Silverberg évoque les conditions de création de la nouvelle, sa situation économique, sociale, psychologique et personnelle au moment de sa rédaction, ou encore la situation du monde des écrivains de science-fiction. 
Concernant la nouvelle Le Chemin de la nuit qui donne son titre au recueil du même nom, il explique qu'il venait de découvrir la nouvelle de Marcel Aymé, La Traversée de Paris, parue en 1947 dans le recueil Le Vin de Paris. Cette nouvelle débutait ainsi : « La victime, déjà dépecée, gisait dans un coin de la cave sous des torchons de grosse toile, piqués de taches brunes. » Cette victime n'était pas, en l'occurrence, un humain ; le récit évoquait en fait les tribulations de deux individus chargés de transporter un cochon égorgé dans des valises à travers un Paris sous occupation nazie. Il a eu l'idée de remplacer le cochon égorgé par un être humain, victime d'anthropophagie.